# 7713 Tsutomu
7713 Tsutomu este un asteroid din centura principală de asteroizi.

## Descriere
7713 Tsutomu este un asteroid din centura principală de asteroizi. A fost descoperit pe 17 decembrie 1995 la Ōizumi de Takao Kobayashi. El prezintă o orbită caracterizată de o semiaxă mare de 2,44 ua, o excentricitate de 0,19 și o înclinație de 2,4° în raport cu ecliptica.